# Scudder Mountain
La Scudder Mountain (in lingua inglese: Monte Scudder), è una montagna antartica, alta 2.280 m, situata tra gli Organ Pipe Peaks e il Mount McKercher, sul fianco orientale del Ghiacciaio Scott, nei Monti della Regina Maud, in Antartide.
La denominazione appare nel rapporto botanico preparato nel 1938 dal geografo americano Paul Siple, basato sulle esplorazioni effettuate in quest'area dal gruppo geologico guidato da Quin Blackburn, che faceva parte della seconda spedizione antartica (1933-35) dell'esploratore polare statunitense Byrd.